# Lekkoatletyka na Letnich Igrzyskach Olimpijskich 2020 – bieg na 1500 m mężczyzn
Bieg na 1500 metrów mężczyzn był jedną z konkurencji lekkoatletycznych rozgrywanych podczas igrzysk olimpijskich w Tokio.
Wystartowało 47 zawodników z 27 krajów.

## Terminarz
Godziny rozpoczęcia podane są w czasie tokijskim.
| Data                      | Godzina |           |
| ------------------------- | ------- | --------- |
| Wtorek, 3 sierpnia 2021   | 09:05   | Runda 1   |
| Czwartek, 5 sierpnia 2021 | 20:00   | Półfinały |
| Sobota, 7 sierpnia 2021   | 20:40   | Finał     |

## Rekordy
|                   | Zawodnik           | Wynik   | Miejsce          | Data             |
| ----------------- | ------------------ | ------- | ---------------- | ---------------- |
| Rekord świata     | Hicham El Guerrouj | 3:26,00 | Włochy Rzym      | 14 lipca 1998    |
| Rekord olimpijski | Noah Ngeny         | 3:32,07 | Australia Sydney | 29 września 2000 |

### Runda 1
Rozegrano 3 biegi eliminacyjne. Do półfinału awansowało 6 pierwszych zawodników z każdego biegu oraz 6 z najlepszymi czasami.

### Bieg 1
| Poz. | Zawodnik           | Reprezentacja     | Czas    | Uwagi |
| ---- | ------------------ | ----------------- | ------- | ----- |
| 1.   | Ismael Debjani     | Belgia            | 3:36,00 | Q     |
| 2.   | Timothy Cheruiyot  | Kenia             | 3:36,01 | Q     |
| 3.   | Ollie Hoare        | Australia         | 3:36,09 | Q     |
| 4.   | Cole Hocker        | Stany Zjednoczone | 3:36,16 | Q     |
| 5.   | Abdelatif Sadiki   | Maroko            | 3:36,23 | Q     |
| 6.   | Michał Rozmys      | Polska            | 3:36,28 | Q     |
| 7.   | Josh Kerr          | Wielka Brytania   | 3:36,29 | q     |
| 8.   | Ignacio Fontes     | Hiszpania         | 3:36,95 | q     |
| 9.   | Samuel Tefera      | Etiopia           | 3:37,78 |       |
| 10.  | Filip Ingebrigtsen | Norwegia          | 3:38,02 |       |
| 11.  | Amos Bartelsmeyer  | Niemcy            | 3:38,36 |       |
| 12.  | István Szögi       | Węgry             | 3:38,79 |       |
| 13.  | Abraham Guem       | Sudan Południowy  | 3:40,86 | PB    |
| 14.  | Alexis Miellet     | Francja           | 3:41,23 |       |
| 15.  | Adam Ali Musab     | Katar             | 3:42,55 |       |
| 16.  | Felisberto de Deus | Timor Wschodni    | 3:51,03 | NR    |

### Bieg 2
| Poz. | Zawodnik                | Reprezentacja     | Czas    | Uwagi |
| ---- | ----------------------- | ----------------- | ------- | ----- |
| 1.   | Abel Kipsang            | Kenia             | 3:40,68 | Q     |
| 2.   | Matthew Centrowitz      | Stany Zjednoczone | 3:41,12 | Q     |
| 3.   | Jake Wightman           | Wielka Brytania   | 3:41,18 | Q     |
| 4.   | Azeddine Habz           | Francja           | 3:41,24 | Q     |
| 5.   | Samuel Zeleke           | Etiopia           | 3:41,63 | Q     |
| 6.   | Charles Grethen         | Luksemburg        | 3:41,90 | Q     |
| 7.   | Jye Edwards             | Australia         | 3:42,62 |       |
| 8.   | Sadik Mikhou            | Bahrajn           | 3:42,87 |       |
| 9.   | Sam Tanner              | Nowa Zelandia     | 3:43,22 |       |
| 10.  | Ali Idow Hassan         | Somalia           | 3:43,96 | PB    |
| 11.  | Anass Essayi            | Maroko            | 3:45,92 |       |
| 12.  | Jesús Gómez             | Hiszpania         | 3:47,27 | q     |
| 13.  | Thiago André            | Brazylia          | 3:47,71 |       |
| 14.  | Benjamín Enzema         | Gwinea Równikowa  | 3:48,17 |       |
| 15.  | Marcin Lewandowski      | Polska            | 4:43,96 | q     |
| -    | Abdirahman Saeed Hassan | Katar             | DNF     |       |

### Bieg 3
| Poz. | Zawodnik            | Reprezentacja           | Czas    | Uwagi |
| ---- | ------------------- | ----------------------- | ------- | ----- |
| 1.   | Jake Heyward        | Wielka Brytania         | 3:36,14 | Q     |
| 2.   | Teddese Lemi        | Etiopia                 | 3:36,26 | Q     |
| 3.   | Stewart McSweyn     | Australia               | 3:36,39 | Q     |
| 4.   | Jakob Ingebrigtsen  | Norwegia                | 3:36,49 | Q     |
| 5.   | Robert Farken       | Niemcy                  | 3:36,61 | Q     |
| 6.   | Adel Mechaal        | Hiszpania               | 3:36,74 | Q     |
| 7.   | Nick Willis         | Nowa Zelandia           | 3:36,88 | q     |
| 8.   | Andrew Coscoran     | Irlandia                | 3:37,11 | q     |
| 9.   | Ayanleh Souleiman   | Dżibuti                 | 3:37,25 | q     |
| 10.  | Charles Simotwo     | Kenia                   | 3:37,26 | q     |
| 11.  | Baptiste Mischler   | Francja                 | 3:37,53 |       |
| 12.  | Kalle Berglund      | Szwecja                 | 3:49,43 |       |
| 13.  | Paulo Amotun Lokoro | Reprezentacja Uchodźców | 3:51,78 | SB    |
| -    | Soufiane El Bakkali | Maroko                  | DNF     |       |
| -    | Ronald Musagala     | Uganda                  | DNF     |       |
| -    | Yared Nuguse        | Stany Zjednoczone       | DNS     |       |

## Półfinały
Do fianału awansowało pięciu pierwszych zawodników z każdego biegu oraz dwóch z najlepszymi czasami.

### Bieg 1
| Poz. | Zawodnik           | Reprezentacja     | Czas    | Uwagi |
| ---- | ------------------ | ----------------- | ------- | ----- |
| 1.   | Jake Wightman      | Wielka Brytania   | 3:33,48 | Q     |
| 2.   | Cole Hocker        | Stany Zjednoczone | 3:33,87 | Q     |
| 3.   | Timothy Cheruiyot  | Kenia             | 3:33,95 | Q     |
| 4.   | Ollie Hoare        | Australia         | 3:34,35 | Q     |
| 5.   | Ignacio Fontes     | Hiszpania         | 3:34,49 | Q     |
| 6.   | Charles Simotwo    | Kenia             | 3:34,61 |       |
| 7.   | Teddese Lemi       | Etiopia           | 3:34,81 |       |
| 8.   | Robert Farken      | Niemcy            | 3:35,21 |       |
| 9.   | Nick Willis        | Nowa Zelandia     | 3:35,41 | SB    |
| 10.  | Andrew Coscoran    | Irlandia          | 3:35,84 |       |
| 11.  | Ismael Debjani     | Belgia            | 3:42,18 |       |
| -    | Marcin Lewandowski | Polska            | DNF     |       |
| -    | Ayanleh Souleiman  | Dżibuti           | DNF     |       |

### Bieg 2
| Poz. | Zawodnik           | Reprezentacja     | Czas    | Uwagi |
| ---- | ------------------ | ----------------- | ------- | ----- |
| 1.   | Abel Kipsang       | Kenia             | 3:31,65 | Q     |
| 2.   | Jakob Ingebrigtsen | Norwegia          | 3:32,13 | Q     |
| 3.   | Josh Kerr          | Wielka Brytania   | 3:32,18 | Q     |
| 4.   | Adel Mechaal       | Hiszpania         | 3:32,19 | Q     |
| 5.   | Stewart McSweyn    | Australia         | 3:32,54 | Q     |
| 6.   | Jake Heyward       | Wielka Brytania   | 3:32,82 | q     |
| 7.   | Charles Grethen    | Luksemburg        | 3:32,86 | q     |
| 8.   | Abdelatif Sadiki   | Maroko            | 3:33,59 | PB    |
| 9.   | Matthew Centrowitz | Stany Zjednoczone | 3:33,69 | SB    |
| 10.  | Azeddine Habz      | Francja           | 3:35,12 |       |
| 11.  | Samuel Zeleke      | Etiopia           | 3:37,66 |       |
| 12.  | Jesús Gómez        | Hiszpania         | 3:44,46 |       |
| 13.  | Michał Rozmys      | Polska            | 3:54,53 | q     |

### Finał
| Poz. | Zawodnik           | Reprezentacja     | Czas    | Uwagi |
| ---- | ------------------ | ----------------- | ------- | ----- |
| 1.   | Jakob Ingebrigtsen | Norwegia          | 3:28,32 | OR    |
| 2.   | Timothy Cheruiyot  | Kenia             | 3:29,01 |       |
| 3.   | Josh Kerr          | Wielka Brytania   | 3:29,05 | PB    |
| 4.   | Abel Kipsang       | Kenia             | 3:29,56 | PB    |
| 5.   | Adel Mechaal       | Hiszpania         | 3:30,77 | PB    |
| 6.   | Cole Hocker        | Stany Zjednoczone | 3:31,40 | PB    |
| 7.   | Stewart McSweyn    | Australia         | 3:31,91 |       |
| 8.   | Michał Rozmys      | Polska            | 3:32,67 | PB    |
| 9.   | Jake Heyward       | Wielka Brytania   | 3:34,43 |       |
| 10.  | Jake Wightman      | Wielka Brytania   | 3:35,09 |       |
| 11.  | Ollie Hoare        | Australia         | 3:35,79 |       |
| 12.  | Charles Grethen    | Luksemburg        | 3:36,80 |       |
| 13.  | Ignacio Fontes     | Hiszpania         | 3:38,56 |       |